# إفتراضات كوخ الجزيئية
إن إفتراضات كوخ الجزيئية هي مجموعة من المعايير التجريبية التي يجب استيفاؤها لإظهار أن الجين الموجود في الكائنات الحية الدقيقة المسببة للأمراض يقوم بتشفير منتج يساهم في المرض الذي يسببه العامل الممرض. غالبًا ما يُشار إلى الجينات التي تلبي مسلمات كوخ الجزيئية على أنها عوامل الضراوة. تمت صياغة هذه الافتراضات من قبل عالم الأحياء الدقيقة ستانلي فالكو في عام 1988 وهي مبنية على افتراضات كوخ.

## مسلمات
وفقًا لأوصاف فالكو الأصلية، فإن المسلمات الثلاثة هي:
1. "ينبغي أن يكون النمط الظاهري أو الخاصية قيد التحقيق مرتبطة بأعضاء ممرضين من جنس أو سلالات ممرضة من نوع ما.
2. ينبغي أن يؤدي التعطيل النوعي للجين (الجينات) المرتبط بسمة حدة الجرثوم المشتبه بها إلى خسارة قابلة للقياس في القدرة المرضية أو حدة الجرثوم .

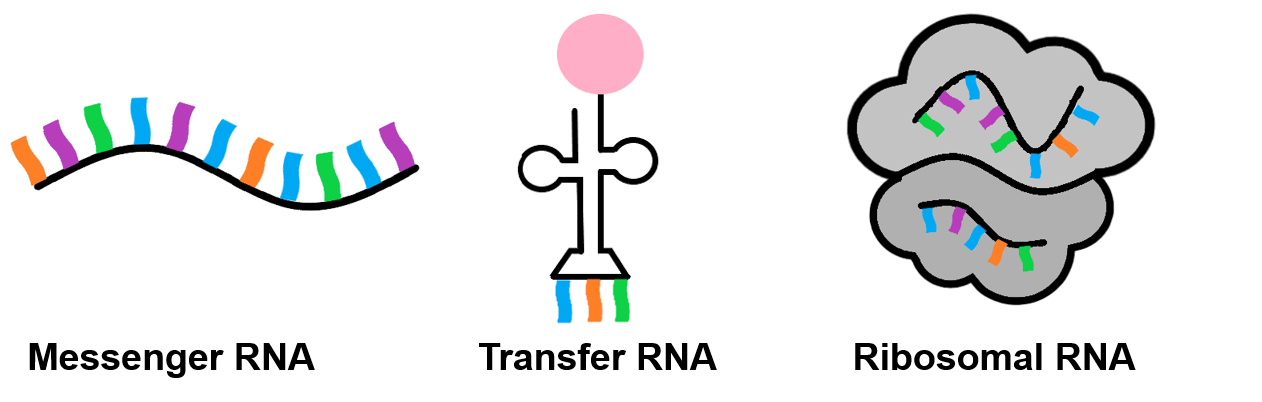
أتواع ال(RNA)

3. أتواع ال(RNA)يجب أن يؤدي الارتداد أو الاستبدال الأليلي للجين المتحور إلى استعادة القدرة المرضية.

لتطبيق فرضيات كوخ الجزيئية على الأمراض البشرية، يجب على الباحثين تحديد الجينات الميكروبية التي من المحتمل أن تكون مسؤولة عن أعراض المرضية، وذلك غالبًا عن طريق تحديد تسلسل الجينوم الكامل لمقارنة النيوكليوتيدات المتماثلة مع الجينات المشفرة للبروتين في الأنواع الأخرى. وبدلاً من ذلك، يمكن للعلماء تحديد نسخ ال(mRNA) الموجودة بمستويات مرتفعة في الأعضاء المريضة لدى المضيفين المصابين. بالإضافة إلى ذلك، يجب على المختبر تحديد وطرق تعطيل وإعادة تنشيط الجين الذي تتم دراسته.
في عام 1996، اقترح فريدريكس وريلمان سبعة مبادئ توجيهية جزيئية لتحديد السببية للأمراض الميكروبية:
1. "يجب أن يكون تسلسل الحمض النووي الذي ينتمي إلى العامل الممرض المفترض موجودًا في معظم حالات الأمراض المعدية. يجب العثور على الأحماض النووية الميكروبية بشكل تفضيلي في تلك الأعضاء أو المواقع التشريحية الإجمالية المعروفة بأنها مريضة (أي مع أدلة تشريحية أو نسيجية أو كيميائية أو سريرية لعلم الأمراض) وليس في تلك الأعضاء التي تفتقر إلى علم الأمراض.
2. يجب أن تحدث أعداد أقل، أو لا توجد، نسخ من تسلسلات الحمض النووي المرتبطة بالعوامل المسببة للأمراض في المضيفين أو الأنسجة دون مرض.
3. مع حل المرض (على سبيل المثال، مع العلاج الفعال سريريًا)، يجب أن ينخفض عدد نسخ تسلسل الحمض النووي المرتبط بالعوامل الممرضة أو يصبح غير قابل للاكتشاف. أما في حالة الانتكاس السريري فيجب أن يحدث العكس.
4. عندما يسبق اكتشاف التسلسل المرض، أو عندما يرتبط رقم نسخة التسلسل بخطورة المرض أو علم الأمراض، فمن المرجح أن يكون ارتباط التسلسل بالمرض علاقة سببية.
5. يجب أن تكون طبيعة الكائنات الحية الدقيقة المستنتجة من التسلسل المتاح متوافقة مع الخصائص البيولوجية المعروفة لتلك المجموعة من الكائنات الحية. عندما يتم التنبؤ بالأنماط الظاهرية (مثل علم الأمراض، والتشكل الميكروبي، والسمات السريرية) من خلال العلاقات التطورية القائمة على التسلسل، يتم تعزيز معنى التسلسل.
6. ينبغي البحث عن الارتباطات بين تسلسل الأنسجة على المستوى الخلوي: ينبغي بذل الجهود لإظهار تهجين محدد في الموقع للتسلسل الميكروبي في مناطق أمراض الأنسجة والكائنات الحية الدقيقة المرئية أو في المناطق التي يفترض أن الكائنات الحية الدقيقة موجودة فيها.
7. يجب أن تكون هذه الأشكال من الأدلة المبنية على التسلسل على السببية الميكروبية قابلة للتكرار.